# アボカドール
アボカドールは、日本の女性お笑いコンビである。所属事務所は石井光三オフィス。

## メンバー
共に神奈川県出身。神奈川県立横浜平沼高等学校卒。
三条ユリーカ（さんじょう - 、1988年2月12日 - ）ツッコミ担当
- 身長166cm、スリーサイズはB86cm、W62cm、H88cm。血液型はA型。
- 日本大学法学部卒。
- 趣味：旅行、読書（漫画）、加圧トレーニング、ファッション
- 特技：歌、作詞、作曲
- 2009年2月にD1グランプリイメージガール「D Sign」としてデビュー（他のメンバーは梅田彩佳（AKB48）と山内智恵）。

大黒まりこ（おおぐろ まりこ、1987年11月19日 - ）ボケ担当
- 身長165cm、スリーサイズはB80cm、W66cm、H90cm。血液型はB型。
- 洗足学園音楽大学ミュージカルコース卒。
- 趣味：お酒
- 特技：ダンス、歌、ピアノ、テニス

## 来歴・芸風
- 2011年1月に結成。レースクイーンを引退し芸人を志したユリーカが、高校の同窓会でまりこを相方に誘ってみたところ、まりこは二つ返事でOKしコンビを結成することになった。
- ふたりとも非喫煙者である。
- コンビ名の由来は、アボカドが好きであることと、アボカドは世界一栄養価の高い果物のため「健康的な笑い」をテーマに付けられた。
- 漫才では、まりこの思いつき発言にユリーカが振り回されるスタイルで展開。ユリーカは漫才中に松田聖子の顔真似や岡本夏生の物真似を取り入れることもある。
- コントでは、ユリーカもボケになって「ダブルボケ」になることもある。

## 出演
※アボカドールのコンビとしての出演番組を記載。単独での出演番組はyurica (歌手)、大黒まりこを参照。

### 過去の出演番組
- お説教アイドル 叱るGENJI（ABCテレビ、2011年7月）
- 全力!銭ナール（MBSテレビ 、2012年2月1日 - 4月末）

### ラジオ
- お笑いアパートメントSKID PROOF（アボカドチャンネル、2011年7月8日 - ）